# Habitatge al carrer de l'Abat Vilafreser, 16 (Amer)
L'Habitatge al carrer de l'Abat Vilafreser, 16 és una obra d'Amer (Selva) inclosa a l'Inventari del Patrimoni Arquitectònic de Catalunya.

## Descripció
Edifici entre mitgeres de tres plantes i coberta de doble vessant a façana. Aquesta façana, de dos crugies, és arrebossada i pintada de color ocre.
La planta baixa consta d'un sòcol d'arrebossat sense pintar, d'una porta d'accés als pisos superiors i d'una porta de garatge metàl·lica, totes elles fetes de rajola emmarcades de ciment pintat.
El primer pis consta d'una finestra emmarcada de pedra amb llinda monolítica i un balcó fet de rajola i ciment amb barana de ferro senzilla.
Al segon pis hi ha dues finestres d'obra nova.
El ràfec, arrebossat i formant dos escalons, emergeix uns 40 cm.

## Història
Com la resta de les cases del carrer Vilafreser, té l'origen al segle xvii i XVIII. Al llarg del segle XX totes les cases s'han anat reformant en major o menor mesura i conservant alguns dels elements arquitectònics originals.
En aquest cas, a més de l'estructura de la casa, s'ha conservat el marc d'una de les finestres originals, datada de 1760.
A finals del segle xx, com moltes altres cases del poble, van substituir els antics portals de les plantes baixes per places de garatge i portals metàl·lics.